# Hangulnap
A koreai ábécé napja, amit Dél-Koreában Hangulnapként (koreaiul 한글날), Észak-Koreában pedig Csoszongul-napként (koreaiul 조선글날) ismernek, egy emléknap az egész koreai nemzet számára. Ekkor megemlékeznek arról, hogy a koreai Szedzsong király a 15. században létrehozta a hangult (koreaiul 한글), a koreai ábécét. Dél-Koreában október 9-én, Észak-Koreában január 15-én ünneplik ezt a napot. A Hangulnap nemzeti ünnepként van számon tartva Dél-Koreában 1970 óta, az 1990 és 2012 közti időszak kivételével, amikor a kormány megnövelte a munkanapok számát a gazdasági növekedés érdekében.

## Áttekintés
Október 9-e a hangul ismertetésének lett dedikálva. Mivel a hangul egyike azon írásrendszereknek, melyeknek ismert az alkotójuk, és a létrejöttük dátuma is, ezért ezen a napon Szedzsong király más eredményeiről is megemlékeznek. Dél-Korea kormánya létrehozott egy alkotmánymódosítást az ünneppel kapcsolatban:
Nyelvi alkotmánymódosítás, 20-as szakasz (Hangulnap)
1. A kormány minden október 9-ét Hangulnapnak nyilvánít,mely a pánnacionális tudatosságot és a nyelv iránti szeretetet elmélyíti, és amely a hangul eredetiségének és tudományos fölényének terjesztése érdekében emléknap;

2. Az emléknaphoz kapcsolódó eseményeknek meg kell felelniük az elnöki rendeletnek.
Az ünnepet megtartják Dél- és Észak-Koreában egyaránt. Délen ez a nap hivatalosan a Hangul kikiáltásának napja, vagy röviden Hangulnap. Október 9-én megünneplik a Hunmindzsongum kihirdetését, amelyre 1446. október 9-én került sor. Északon az ünnepet hivatalosan Csoszongul-napnak hívják, mely során január 15-én a Hunmindzsongum 1444. január 15-i létrejöttét ünneplik.
A Yanbian Koreai Nemzetiségi Autonóm Prefektúrában, Kínában, szintén van egy külön nap – szeptember 2. – szentelve a koreai nyelvről való megemlékezésnek 2014 óta.

## Történelem
A hangul megalkotása előtt a Koreában (akkori nevén Csoszon) élő emberek elsősorban a kínai írásrendszert használták, ezen kívül pedig olyan őshonos fonetikus írásrendszereket, mint például az idu, hyangchal, gugyeol, és gakpil, amelyek a hangult több száz évvel megelőzték. Azonban a koreai és a kínai nyelv közötti alapvető különbségek, valamint a megtanulandó karakterek nagy száma miatt az alsóbb osztályok számára, akiknek gyakran nem voltak elég kiváltságos helyzetben az oktatáshoz, nagy nehézséget jelentett a kínai karakterekkel való írás megtanulása. Ennek a problémának az enyhítésére Szedzsong király megalkotta a hangul néven ismert egyedi ábécét, hogy elősegítse az írástudást a köznép körében. Dél-Koreában 1970 óta minden évben október 9-én ünneplik a hangul kikiáltásának napját. Ez azonban nem foglalja magában az 1990 és 2012 közötti időszakot, mivel ekkor az embereknek ezen a napon szabadság helyett dolgozniuk kellett a vállalkozásaik fejlesztése érdekében. Észak-Koreában is ünneplik, január 15-én. A hangul, minden előnyének ellenére, a Csoszon-dinasztia (조선 ; 朝鮮) idején majdnem teljesen eltűnt. Az akkori elit meg akarta őrizni a társadalmi státuszát, így a kínai karaktereket tartották az egyetlen igazi koreai írásos módnak. A 16. században a király a hangult gyakorlatilag betiltotta. A hangul használata azonban a 19. században újjáéledt, és fokozatosan egyre elterjedtebbé vált, különösen a japán megszállás idején, a koreai nacionalizmusban betöltött szerepe miatt. Az 1970-es évekre a kínai írásjegyek használata visszaszorult, és manapság szinte minden koreai szöveget a hangul írásrendszer használatával írnak.
A Szedzsong Sillok (세종실록; 世宗實綠) szerint a Szedzsong király által elkészített Hunmindzsongum-ot (훈민정음; 訓民正音) 1446-ban, a holdnaptár kilencedik hónapjában adták ki. 1926-ban a Koreai Nyelvi Társaság, amelynek célja a koreai nyelv megőrzése volt az erőszakos japán megszállás és integrációs törekvések közepette, a holdnaptár kilencedik hónapjának utolsó napján, azaz a Gergely-naptár szerinti november 4-én ünnepelte a hangul meghirdetésének 68. évfordulóját. A társaság tagjai ezt a napot a „Kagjanal” (가갸날) első megemlékezésének nyilvánították. A név a „Kagjagul”-ból (가갸글) származik, a hangul korai köznyelvi elnevezéséből, amely a „kagjagogjo...” (가갸거겨) kezdetű mnemonikus recitáción alapul. Az emléknap nevét 1928-ban Hangulnalra (한글날) változtatták, nem sokkal azután, hogy az eredetileg 1913-ban Dzsu Sigjong által kitalált hangul kifejezés széles körben elfogadottá vált az ábécé új elnevezéseként. Az ünnepnapokat ezután a holdnaptár szerint tartották meg.
1931-ben az ünnepnapot áthelyezték a mai napig is használt Gergely-naptár szerinti október 29-re. Három évvel később a dátum átkerült október 28-ra, hogy összehangolják a 15. században használt Julián-naptárral, miszerint ezen a napon történt meg a hangul kihirdetése.
A Hunmindzsongum Herje (훈민정음 해례; 訓民正音解例), a Hunmindzsongum kommentárja, amely nem sokkal később jelent meg, mint az eredeti mű, egy eredeti példányának az 1940-es felfedezése rávilágított arra, hogy a Hunmindzsongum a kilencedik hónap első tíz napjában (szangszun; 상순; 上旬) lett kihirdetve. A holdnaptár szerinti 1446-os év kilencedik hónapjának tizedik napja megegyezik a Julián-naptár szerinti azonos év októberének 9 napjával. Az 1945-ben alapított dél-koreai állam október 9-et kinyilvánította Hangulnapnak, egy évente ismétlődő ünnepnek, amely az állami alkalmazottak számára munkaszüneti nap lett.
Az ország fő munkaadói nyomást helyeztek a dél-koreai államra, hogy növeljék az ország éves munkanapjainak számát. 1991-ben az ENSZ világnap elfogadásának kiegyensúlyozása érdekében megszüntették a Hangulnap ünnepnapi státuszát. A törvény szerint a Hangulnap továbbra is nemzeti megemlékezési ünnep maradt, és a Hangul Társaság kampányolt az ünnep visszaállításáért. 2012. november 1-jén a Társaság erőfeszítései kifizetődtek, amikor a koreai nemzetgyűlés 189 „igen” és 4 „tartózkodás” szavazattal újra nemzeti ünneppé nyilvánította a Hangulnapot. Ez jelentős nyomást helyezett a I Mjongbak kormányra, ami 2013-ban be is vezette a változást.

## Ünneplés
2009-ben egy nehéz, Szedzsong királyt ábrázoló bronzszobor lett bemutatva a közönségnek a Gwanghwamun téren, Szöul központjában, Dél-Koreában. Nagyjából 6,2 méter magasan tornyosul a járókelők fölé. Az aranyszínű szobor alatt van egy múzeum, melyet sokan meglátogatnak Hangulnap alkalmából, és amelyben a kiállítások a koreai ábécé létrejöttéről és a Szedzsong király uralkodása alatti technológiai fejlődésről szólnak.

## Fordítás
Ez a szócikk részben vagy egészben  a   Hangul Day című angol Wikipédia-szócikk fordításán alapul.  Az eredeti cikk szerkesztőit annak laptörténete sorolja fel. Ez a jelzés csupán a megfogalmazás eredetét és a szerzői jogokat jelzi, nem szolgál a cikkben szereplő információk forrásmegjelöléseként.